# Kjell Magne Bondevik
Kjell Magne Bondevik (Molde, 3 september 1947) is een Noorse politicus en dominee in de Noors-Lutherse kerk. Hij is lid van de Christelijke Volkspartij (Kristelig Folkeparti). Hij was premier van Noorwegen in de periode 1997-2000 en van 2001 tot 2005.

## Regering
Bondevik eerste termijn als premier van Noorwegen was van 17 oktober 1997 tot 3 maart 2000. Hij leidde toen een coalitie van christendemocraten, de Centrumpartij (Senterpartiet) en de Liberale Partij (Venstre).
Het tweede kabinet van Bondevik werd benoemd door Koning Harald V tijdens de zitting van de Raad van State op 19 oktober 2001. Het was een minderheidsregering bestaande uit de christen democraten, de Conservatieve Partij (Høyre) en de Liberale Partij. In 2005 zorgde verkiezingen ervoor dat deze coalitie niet meer kon worden voortgezet.

## Persoonlijke gegevens
Kjell Magne Bondevik is geboren in de provincie Møre og Romsdal, is getrouwd met Bjørg Bondevik, geboren Rasmussen, en is vader van drie kinderen.
Hij studeerde theologie aan de Vrije Theologische Faculteit (Menighetsfakultetet) vanaf 1975, en werd ingezegend als dominee in de Noors-Lutherse kerk in 1979.

## Politieke loopbaan
- 2000-2001 Lid van de vaste commissie van het Storting inzake Buitenlandse Zaken
- 1997-2000 Premier
- 1993-1997 Lid van de vaste commissie van het Storting inzake Buitenlandse Zaken
- 1990-1993 Lid van de vaste commissie van het Storting inzake Defensie
- 1989-1990 Minister van Buitenlandse Zaken in de regering van Jan P. Syse
- 1986-1989 Lid van de vaste commissie van het Storting inzake Buitenlandse Zaken
- 1983-1986 Minister van Kerk en Educatie in de regering van Kåre Willoch
- 1985-1986 Vicepremier in de regering van Kåre Willoch
- 1977-1983 Lid van de vaste commissie van het Storting inzake Financiën
- 1973-1977 Lid van de vaste commissie van het Storting inzake Kerk en Educatie
- 1972-1973 Staatssecretaris in de regering van Lars Korvald
- vanaf 1973 lid van het Storting (Tweede Kamer) voor de provincie Møre en Romsdal
- 1972-1973 Lid van het gemeenteraad van de gemeente Nesodden in de provincie Akershus
- 1969-1973 Vicelid van het Storting (Tweede Kamer) voor de provincie Møre en Romsdal

Verder was hij de voorzitter van de Christelijke Volkspartij van 1983-1995, voorzitter van de jeugdorganisatie van deze partij 1970-1973, en vicevoorzitter van 1968-1970.
Parlementair leider van de Christelijke Volkspartij tijdens de volgende perioden:
1981-1983, 1986-1989, 1993-1997, 1997 en 2000-2001.

## Honoraire titels en ordes
- vanaf 2000 Suffolk University te Boston, USA: eredoctor in de wetten
- vanaf 2000 Wonkwang University Seoel, Koreaanse Republiek: eredoctor in de politiek
- vanaf 2002 Kyung Hee University te Seoel, Koreaanse Republiek: eredoctor in de filosofie
- vanaf 2004 Gumiljov University te Astana, Kazachstan: ereprofessor

- 2004: het grootkruis van de Noorse Koninklijke Orde van St. Olav
- 2004: het grootkruis van de Italiaanse Orde van Verdienste
- 2004: het grootkruis van de Orde van Verdienste van Portugal
- 2002: het grootkruis van de Terra Mariana Orde van Estland
- 1990: het grootkruis van de Orde van de Quetzal van Guatemala

- Bibsys: 90286349
- Gemeinsame Normdatei: 132513315
- International Standard Name Identifier: 0000 0000 2281 7856
- KulturNav: 743f17f6-c77d-4187-8de7-5bbc6e86652e
- Library of Congress Control Number: n98028628
- Nederlandse Thesaurus van Auteursnamen: 072133864
- Virtual International Authority File: 33161747
- WorldCat: E39PBJfMdMGktFGHCgdrfx83cP